# Nitidella gouldi
Nitidella gouldi är en snäckart som först beskrevs av Carpenter 1857.  Nitidella gouldi ingår i släktet Nitidella och familjen Columbellidae. Inga underarter finns listade i Catalogue of Life.